# Orthia nexa
Orthia nexa là một loài bướm đêm trong họ Noctuidae.